# Haus Atlantis

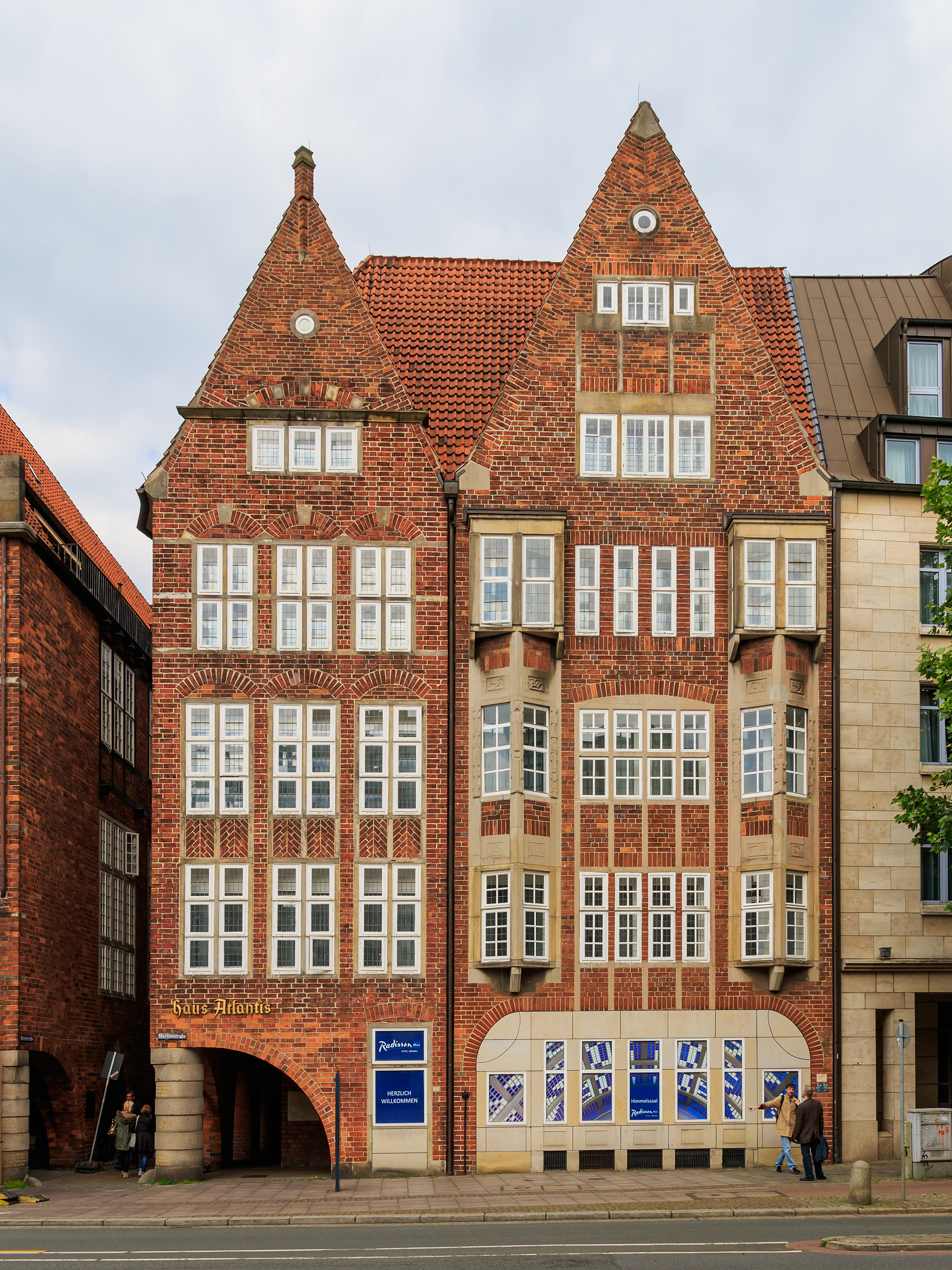
La Haus Atlantis sulla Böttcherstraße di Brema.

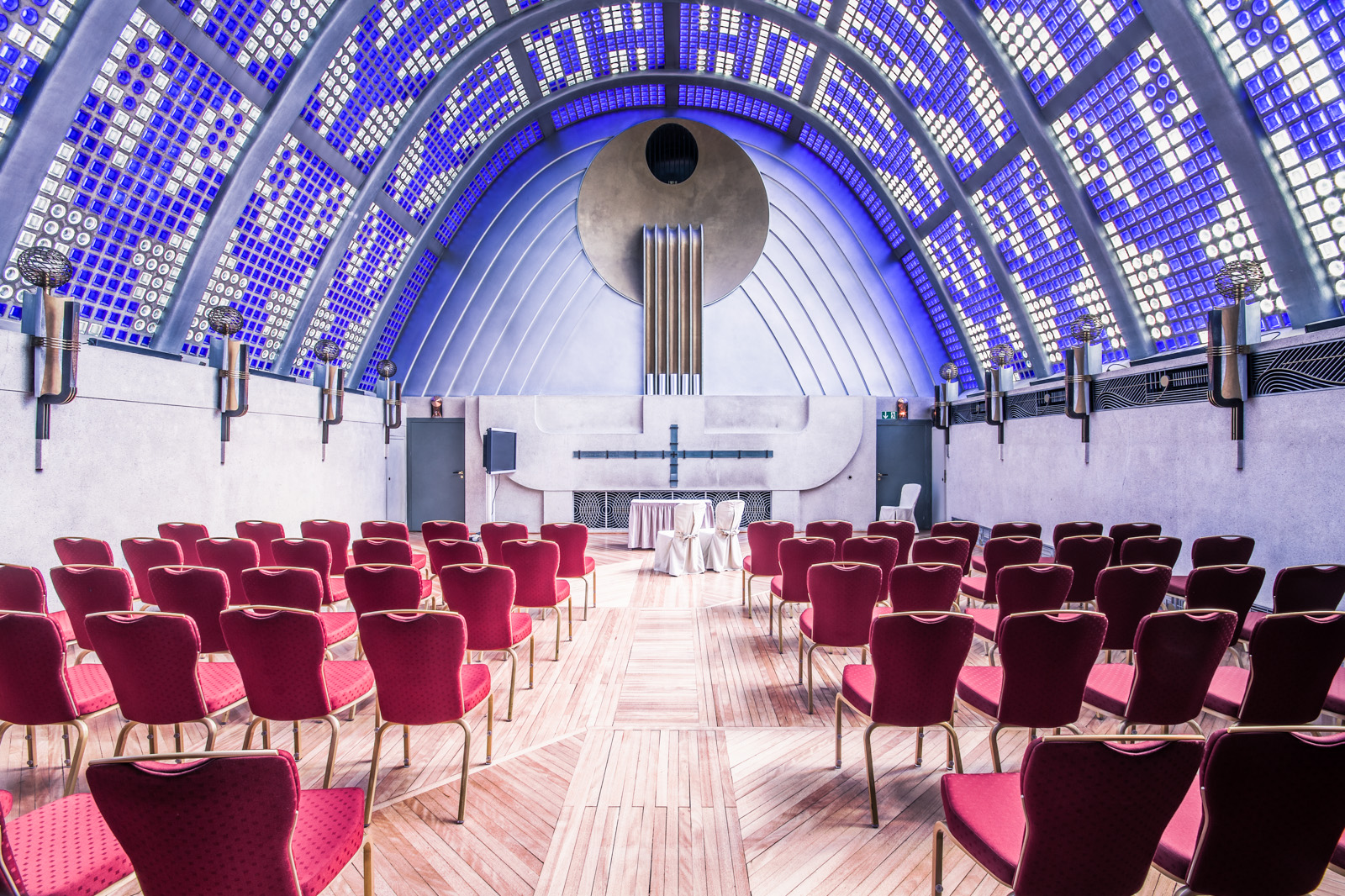
La "Himmelsaal" della "Haus Atlantis".

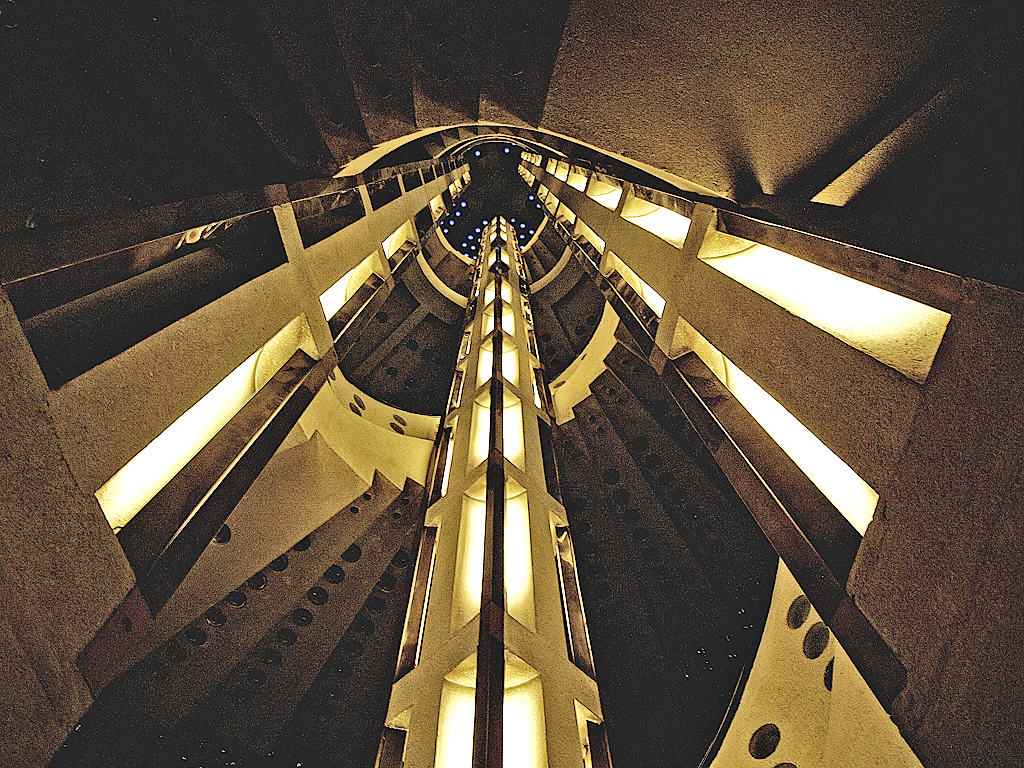
La scala Art Déco.

La Haus Atlantis (letteralmente "Casa Atlantide"), situata sulla Böttcherstraße nel centro storico di Brema, è un interessante esempio di architettura tedesca del periodo tra le due guerre. Progettata da Bernhard Hoetger, fu completata nel 1931. Dopo aver subito gravi danni dai bombardamenti alleati, fu ricostruita nel 1965 con una nuova facciata progettata da Ewald Mataré.

## Storia e architettura
L'edificio fu il secondo progetto di Bernhard Hoetger (1929-31) per la Böttcherstrasse sulla base delle idee di Ludwig Roselius, il prospero imprenditore del caffè, e Herman Wirth, l'etnografo nazista specializzato nell'eredità ancestrale tedesca. Roselius fu colpito dalla convinzione di Wirth che Atlantide, ora sprofondata nel Mare del Nord, fosse originariamente abitata da popoli germanici che portarono la loro cultura e civiltà in Egitto e in Mesopotamia, rendendo i tedeschi la razza più antica sulla terra. Costruito come un edificio Art Déco moderno in vetro, legno e cemento armato, fu quindi strutturato specificamente per ospitare un istituto per lo studio di Atlantide con un'aula magna, una sala di lettura, sale club (per i membri del Club zu Bremen di Roselius) e uno spazio espositivo. L'edificio è stato descritto come il "centro bizzarro" dell'investimento architettonico di Roselius nella Böttcherstraße.
La facciata ricostruita dopo la guerra era originariamente rasterizzata fino al tetto con supporti in acciaio. La struttura visibile era accompagnata da una delle monumentali caratteristiche in legno intagliato di Hoetger sopra l'ingresso, rappresentante l'Albero della Vita (Lebensbaum). Formava un'immagine arcaica della Ruota dell'Anno, una croce e il disco solare, che rappresentava simbolicamente l'origine della vita dall'inizio dell'anno, in altre parole gli inizi dell'umanità. Appesa alla croce si trovava la strana figura del "salvatore di Atlantide", che combinava l'immagine del Cristo crocifisso con il pagano Odino. Barbara Goette era la più stretta collaboratrice di Ludwig Roselius, e rischiò la vita quando scrisse un trattato filosofico sull'Albero della Vita di Hoetger che venne attaccato alla facciata della Casa di Atlantide. Il Lebensbaum, violentemente criticato dai nazisti, fu distrutto da un incendio durante la guerra. Nel 1954, la caratteristica fu temporaneamente sostituita da Max Säume e Günther Hafemann con una facciata che mostrava una rappresentazione astratta di corpi celesti, ma questa fu successivamente nascosta da un muro di mattoni chiuso e decorato concentricamente, completato da Ewald Mataré nel 1965.

## L'interno
All'interno della casa oggi è presente un'illuminazione di design che mette in risalto la scelta di colori audaci e le linee fluide del design degli interni. L'edificio è attraversato in lunghezza da una scala futuristica a chiocciola fatta di vetro e cemento che conduce all'Himmelssaal al primo piano con un soffitto decorato con blocchi di vetro bianchi e blu. I tre piani originariamente iniziavano con una sala di lettura al primo piano, la sala da ballo dell'Himmelssaal al secondo e un museo in cima.

## Albergo
Nel 1988, l'edificio fu venduto alla società alberghiera svedese Scandic che lo unì a un edificio alberghiero adiacente recentemente completato. L'interno fu completamente ristrutturato, ma la vecchia scalinata e l'Himmelssaal con il suo soffitto a mosaico di vetro blu e bianco furono mantenuti come interessanti esempi di architettura tedesca del periodo tra le due guerre. Oggi l'edificio appartiene al gruppo Radisson come Radisson Blu Hotel, Brema. L'Himmelssaal (stanza del cielo) è aperta al pubblico.